# Selgon
Selgon (en rus: Сельгон) és un poble (un possiólok) del krai de Khabàrovsk, a Rússia, que el 2012 tenia 81 habitants.